# Taixu
Zhejiang Taixu (太虛S; 1890 – 1947) è stato un monaco buddista, attivista e filosofo cinese che sosteneva la riforma e il rinnovamento del Buddismo cinese.
Il suo nome laico era Lǚ Pèilín (呂沛林). I suoi genitori sono morti quando era ancora giovane ed è stato allevato dai suoi nonni. All'età di 16 anni, è stato ordinato alla scuola Linji del buddismo Chan nel tempio Xiao Jiǔhuá (小九華寺 / 小九华寺) a Suzhou. Poco dopo essere stato ordinato, ha ricevuto il nome Taixu Dharma, che significa Grande Vuoto. Nel 1909 si recò a Nanchino per unirsi alla Sutra Carving Society fondata dal buddista Yang Renshan.
Come risultato di essere stato esposto agli scritti politici di Kang Youwei, Liang Qichao, Tan Sitong e Zhang Taiyan, Taixu ha rivolto la sua mente alla riforma del buddismo. Nel 1911, mentre si trovava a Canton, contattò i rivoluzionari che stavano complottando per rovesciare la dinastia Qing e partecipò ad alcune attività rivoluzionarie segrete. Taixu descriverà in seguito la formazione del suo pensiero politico durante questo periodo nella sua autobiografia (自傳 zìzhuàn):
Il mio pensiero sociale e politico era basato su "Mr. Constitución", la rivoluzione repubblicana, il socialismo e l'anarchismo. Mentre leggevo opere come Zhang Taiyan, "Sull'istituzione della religione", "Sui cinque negativi" e "Sull'evoluzione", sono arrivato a vedere l'anarchismo e il buddismo come compagni intimi e come possibile avanzamento del socialismo. democratico.

## Ruolo nella rinascita buddista
Oltre ad essere un attivista rivoluzionario per i cinesi, Taixu era un buddista modernista. Ha preso la dottrina e l'ha adattata in modo che potesse diffondere il buddismo in tutto il mondo. Uno dei suoi grandi piani era riorganizzare il Sangha. Il piano precedente era quello di ridurre il numero di monaci nell'ordine monastico e secondo la storia del professore di religione Don A. Pittman, 1930 Taixu aveva
Questi numeri includono solo ventimila monaci; Cinquemila studenti, dodicimila bodhisattva monastici e tremila anziani. Dei dodicimila monasteri bodhisattva, cinquemila dovevano diffondere il Dharma attraverso la predicazione e l'insegnamento pubblico, tremila servendo come amministratori nelle istituzioni educative buddiste, millecinquecento dedicandosi alla carità buddista e al lavoro di aiuto, millecinquecento servendo come istruttori del sistema educativo monastico e mille partecipanti a vari affari culturali.
Questa riorganizzazione del Sangha fu un tentativo di rivitalizzare il Buddismo, un passo importante verso il raggiungimento di una Terra Pura in questo mondo. Il Buddismo della Terra Pura era ampiamente praticato in Cina durante il suo tempo. La mentalità modernista di Taixu lo ha portato a diffondere l'idea di una Terra Pura, non come una terra della cosmologia buddista, ma come qualcosa che è possibile creare qui e ora in questo stesso mondo. Pittman scrive:
Le sue opinioni sulla realizzazione di quell'ideale erano lontane da quelle del tradizionale Sangha contemporaneo. Piuttosto che concentrarsi sulle glorie di terre lontane e pure, che erano accessibili facendo affidamento sui meriti spirituali e sul potere di altri grandi bodhisattva e buddha, Taixu immaginò questo mondo sotterraneo trasformato in una terra pura per dedizione e il sacrificio di migliaia di operai del Bodhisattva che erano consapevoli di cosa potesse significare la loro testimonianza concertata.
Come molti modernisti buddisti, Taixu era interessato a usare tattiche come la traduzione culturale (un metodo per spiegare il buddismo) in modo che i non buddisti potessero comprendere meglio la complessità della tradizione. Ad esempio, nel suo saggio "Scienza e buddismo", Taixu traduce l'insegnamento del Buddha che dentro ogni goccia d'acqua ci sono 84.000 microbi, un insegnamento buddista che sostanzialmente dice che nel nostro mondo ci sono molti più mondi. Continua spiegando come, quando si guarda al microscopio, si saranno in grado di vedere questi piccoli microbi e che ognuno di essi è una vita propria.
Nei suoi scritti collegava la teoria scientifica che esiste uno spazio infinito senza un centro nell'universo con i Sutra buddisti, che dice: "Lo spazio è infinito e il numero dei mondi è infinito, perché tutti sono controbilanciati l'uno dall'altro come una rete di innumerevoli perle. Tuttavia, Taixu non credeva che la scienza fosse il tutto e il fine. In effetti, vide che non era in alcun modo possibile raggiungere l'illuminazione attraverso la scienza, sebbene fosse in grado di spiegare molti dei misteri dell'universo. " lo scienziato può provare e postulare la dottrina buddista, ma non può determinare la realtà della dottrina buddista. "Capì che il buddismo era scientifico e tuttavia superava la scienza. Come altri modernisti buddisti, Taixu condannava la superstizione. Taixu spiega che le due superstizioni profondamente radicate erano la "God Superstition" e la "Reality Superstition". Queste due superstizioni vanno di pari passo per spiegare perché, secondo Taixu, Il buddismo è l'unica via per la vera illuminazione. La "superstizione di Dio" può essere intesa poiché la scienza non sarà mai in grado di spiegare l'esistenza del soprannaturale. Anche la scienza è solo in grado di spiegare gli aspetti materialistici del mondo, il che porta alla seconda superstizione, "Superstition of Reality". La "superstizione della realtà" è fondamentalmente materialismo, ma come materialismo, in questo senso, significa ciò che la scienza è in grado di spiegare. Queste due superstizioni essenzialmente cieca scienza e capacità delle persone di vedere le verità che solo il buddismo può rivelare.

## Sopravvivenza e influenza dei suoi scritti
In un post di Taixu, discute l'importanza del dialogo interreligioso. Si rende conto dei problemi che esistono in Cina e, attraverso una conversazione con un arcivescovo francese, ha potuto comprendere questa importanza. Taixu scrive:
"Tutte le religioni devono essere regolate per adattarsi alla situazione in Cina. Non ci deve essere un rifiuto palese del cattolicesimo". Questa citazione mostra che Taixu credeva che non ci fosse motivo di negare gli insegnamenti di un'altra religione perché religioni diverse, con cooperazione e apertura mentale, hanno la capacità di lavorare insieme e imparare l'una dall'altra. Taixu ha continuato a incorporare alcune idee cristiane, come metodi di istruzione pastorale e predicazione in stile revival, nelle sue pratiche buddiste.
Al di là dell'adozione di metodi cristiani selezionati, un argomento più controverso di cui Taixu discusse apertamente era l'esistenza di Dio. Quando Taixu entrò in prigione per tre anni dopo un fallito tentativo di riforma, rifletté sulla questione,
"Chi è Dio? È fatto di materia o no? ... Se esiste solo nel cuore, allora la sua esistenza è leggendaria, simile a cose inesistenti come" pelo di tartaruga "e" corno di lepre ". Pertanto, non dovremmo credere che Dio ha creato tutte le cose nel mondo ... Come ha creato l'Universo? Se il Santo Padre fa parte dell'universo, non è ragionevole che abbia creato il mondo. Sfido l'esistenza di Dio. prova della nascita di Dio. Cos'era prima della Sua nascita? Esiste perché ha una natura intrinseca? Non è razionale affermare che tutte le cose esistono prima della Sua nascita. Se c'è una nascita, o un inizio, deve esserci una fine Non è ragionevole dire che Egli è onnipotente ... Se Dio ha creato consapevolmente l'uomo e tutte le cose secondo la Sua volontà, allora ha creato l'uomo ciecamente o ignorante? Come potrebbe creare cose peccaminose, crimini, ignoranza e Saremmo addirittura blasfemi? Questo sarebbe irragionevole.Se Lui facesse tutte queste cose, lo sarebbe irragionevole per Dio mandare le persone in esilio, per farle soffrire, invece di permettere loro di rimanere in Paradiso. Come può Dio creare uomini che non lo rispettano? "
Taixu mette in dubbio l'esistenza di Dio perché razionalmente se si guarda alla situazione nel mondo non ci sono prove di un dio. Sembra collegare questo argomento alle connessioni tra buddismo e scienza e al modo in cui la superstizione crea un ostacolo sulla via dell'illuminazione.
Nell'articolo di Taixu "Scienza e buddismo" offre molti pensieri interessanti e originali sulla scienza e la superstizione. L'argomento principale di Taixu nell'articolo è che tutte le superstizioni nel mondo come "La superstizione di Dio o la restrizione dell'ego" e "la superstizione della realtà" impediscono il progresso della scoperta scientifica a causa della mentalità chiusa del Superstizioso a Guarda oltre le tue convinzioni. Taixu scrive,
"La scienza, quindi, non potrà mai essere il principale supporto del buddismo, sebbene possa agire come un prezioso ausiliario e ci si può aspettare molto dall'unione dei due metodi di ricerca".
Dai suoi scritti, i seguaci di Taixu possono comprendere che crede che la scienza sia una risorsa preziosa, ma a causa della forte fede delle persone nelle superstizioni, non sarà mai una risorsa di successo per il buddismo. Sembra sostenere che la scienza sia un mezzo di illuminazione, ma non permetterà mai a qualcuno di arrivarci. Nelle parole di Taixu, "I metodi scientifici possono solo corroborare la dottrina buddista, non possono mai andare oltre".
Don Pittman ha scritto un libro intitolato "Verso un buddismo cinese moderno", in cui discute gli sforzi di riforma di Taixu. Uno dei suoi sforzi di riforma è stato il tentativo di trasformare in realtà il Buddismo della Terra Pura.
Se oggi, sulla base della buona conoscenza della nostra mente, possiamo produrre pensieri puri e lavorare sodo per realizzare buone opere. Quanto può essere difficile trasformare una Cina impura in una pura terra cinese? ... Tutte le persone hanno questa forza d'animo, e poiché hanno già la facoltà (benneng) di creare una terra pura, tutti possono fare il glorioso voto di rendere questo mondo una terra pura e lavorare sodo per raggiungerlo. "
Questa, tra le tante cose, era una delle più grandi idee di riforma di Taixu. Credeva che l'unico modo per porre fine alla sofferenza in questo mondo fosse portarle la Terra Pura. Ha cercato di farlo con molti mezzi, inclusa la riorganizzazione del Sangha. Sfortunatamente per Taixu, i suoi tentativi di diffondere il Dharma a livello globale fallirono. La maggior parte delle tue istituzioni che sono state create per aiutarti a raggiungere questa vita migliore sono state schiacciate da molte cose diverse, compresi i comunisti.